# Алекс Девід Лінц
Александр Девід Лінц (англ. Alexander David Linz; нар. 3 січня 1989, Санта-Барбара) — колишній американський актор, який здобув популярність ще в дитинстві завдяки ролям у кіно та телесеріалах наприкінці 1990-х і на початку 2000-х. Став відомим завдяки головним ролям у таких фільмах, як «Сам вдома 3» (1997), де зіграв кмітливого восьмирічного Алекса Прюїтта, та «Великий переїзд Макса Кібла» (2001), що розповідає про пригоди підлітка, який наважується здійснити сміливий план перед переїздом.

## Ранні роки
Алекс Д. Лінц народився в місті Санта-Барбара, штат Каліфорнія, у родині адвокатки Дебори (до шлюбу Балтакс) та доктора Даніеля Лінца, професора комунікацій у Каліфорнійському університеті в Санта-Барбарі. Після розлучення батьків Алекс жив із матір'ю. У нього є дві молодші сестри — Лілі Еліс і Лівія.
Лінц виховувався в єврейській вірі та пройшов обряд бар-міцва, що є важливим релігійним етапом у житті хлопців у єврейській традиції.
Середню освіту Алекс здобув у Гамільтонській середній школі в Лос-Анджелесі. У цей період він також займався музикою та був головним вокалістом місцевої гаражної групи під назвою "The Fez Armada". Його інтерес до музики доповнювався акторськими амбіціями, які він почав реалізовувати ще в дитинстві.

## Кар’єра
Алекс Д. Лінц розпочав свою акторську кар’єру у 1995 році, з'явившись у епізоді телесеріалу «Сібіл». Того ж року він зіграв роль Філіпа Чанселлора IV у мильній опері «Молоді та зухвалі», хоч і ненадовго. Уже в 1996 році Лінц отримав свою першу роль у великому кіно — він зіграв сина героїні Мішель Пфайффер у романтичній комедії «Один чудовий день».
Перший значний прорив у кар'єрі Алекса стався у 1997 році, коли він отримав головну роль у сімейному фільмі «Сам удома 3». Хоча Лінц успішно втілив образ кмітливого хлопчика Алекса Прюїтта, який протистоїть небезпечним злочинцям, стрічка отримала змішані відгуки. Головною причиною критики було те, що фільм відійшов від оригінального формату, оскільки у ньому не було знайомих персонажів сім’ї Маккаллістерів. Незважаючи на це, Лінц здобув популярність завдяки своїй харизматичній і впевненій грі.
У 2000 році Лінц озвучив головного персонажа у анімаційному фільмі «Титан: Після загибелі Землі», що стало однією з його перших робіт у жанрі озвучення.  
У 2001 році Алекс зіграв головну роль у диснеївському фільмі «Великий переїзд Макса Кібла», де втілив образ підлітка, який вирішує втілити свої найбожевільніші ідеї перед переїздом. Проте стрічка зазнала комерційного провалу, а відгуки критиків були неоднозначними. Попри це, роль Макса Кібла стала культовою серед молодіжної аудиторії, а фільм з часом здобув статус класики дитячих комедій початку 2000-х років.

## Особсте життя
Після завершення акторської кар'єри Алекс Д. Лінц вирішив зосередитися на освіті. У 2008 році він вступив до Каліфорнійського університету в Берклі, де обрав спеціальність в галузі гуманітарних наук. Під час навчання в університеті Лінц активно брав участь у житті кампусу, ставши частиною імпровізаційної театральної групи Jericho!, яка користувалася популярністю серед студентів.
У 2011 році він отримав степінь бакалавра мистецтв і продовжив навчання. У 2017 році Лінц завершив навчання в Каліфорнійському університеті в Лос-Анджелесі, де здобув магістерську ступінь у галузі міського та регіонального планування. Його навчання фокусувалося на питаннях урбаністики, розвитку міст і планування інфраструктури, що відображало його прагнення працювати в сферах, пов'язаних з соціальними та економічними процесами.
Після завершення магістратури він почав працювати як правовий дослідник в Лос-Анджелесі, де займався аналізом правових документів та допомагав у підготовці юридичних справ.
Станом на 2023 рік, Лінц працював юридичним дослідником у Лос-Анджелесі, Каліфорнія, а також головним викладачем з науки.

## Фільмографія
| Рік       |    | Українська назва                     | Оригінальна назва                            | Роль                            |
| --------- | -- | ------------------------------------ | -------------------------------------------- | ------------------------------- |
| 1995      | с  | Справжні монстри                     | Aaahh!!! Real Monsters                       | Син; маленький хлопчик          |
| 1995      | с  | —                                    | Cybill                                       | Джейсон                         |
| 1995      | тф | —                                    | Vanished                                     | Тедді                           |
| 1995      | с  | Лоїс і Кларк: Нові пригоди Супермена | Lois & Clark: The New Adventures of Superman | Джесс Степанович                |
| 1995      | с  | Крок за кроком                       | Step by Step                                 | Хоуї                            |
| 1995      | с  | Молоді та зухвалі                    | The Young and the Restless                   | Філіп                           |
| 1996      | тф | Кабельник                            | The Cable Guy                                | Тоні (не вказано у титрах)      |
| 1996      | тф | —                                    | The Uninvited                                | Джонатан Джонсон                |
| 1996      | ф  | Один чудовий день                    | One Fine Day                                 | Семмі Паркер                    |
| 1997      | ф  | Сам удома 3                          | Home Alone 3                                 | Алекс Прюітт                    |
| 1999      | ф  | Мій братик Бейб                      | My Brother the Pig                           | Фрейд                           |
| 1999      | мф | Тарзан                               | Tarzan                                       | маленький Тарзан, озвучка       |
| 2000      | ф  | Бруно                                | Bruno                                        | Бруно Баталья                   |
| 2000      | ф  | Чужий квиток                         | Bounce                                       | Скотт Джанелло                  |
| 2000      | с  | Швидка допомога                      | Emergency Room                               | Денніс                          |
| 2000      | мф | Титан після загибелі Землі           | Titan A.E.                                   | юний Кел                        |
| 2001      | ф  | Відплата Макса Кібла                 | Max Keeble's Big Move                        | Макс Кібл                       |
| 2001      | ф  | Космічна гонка                       | Race to Space                                | Вільгельм фон Хубер             |
| 2001      | тф | Проект «Дженні»                      | The Jennie Project                           | Ендрю Арчібальд                 |
| 2001—2002 | с  | Провіденс                            | Providence                                   | Піт Калькатера                  |
| 2002      | ф  | Червоний Дракон                      | Red Dragon                                   | юний Френсіс Долархайд, озвучка |
| 2002      | мс | Гей, Арнольде!                       | Hey Arnold!                                  | Арнольд                         |
| 2003      | тф | —                                    | Exit 9                                       | Річчі Саммерсет                 |
| 2003      | тф | Диво на майданчику                   | Full-Court Miracle                           | Алекс Шлотськи                  |
| 2004      | с  | Джек і Боббі                         | Jack & Bobby                                 | Хантер                          |
| 2005      | ф  | Магнати                              | The Moguls                                   | Біллі                           |
| 2007      | кф | —                                    | Order Up                                     | помічник офіціанта              |
| 2007      | ф  | —                                    | Choose Connor                                | Оуен Норріс                     |

## Нагороди та номінації
| Рік  | Нагорода         | Категорія                                                            | Робота            | Результат |
| ---- | ---------------- | -------------------------------------------------------------------- | ----------------- | --------- |
| 1997 | YoungStar Awards | Best Performance by Young Actor in Comedy Film                       | Один чудовий день | Перемога  |
| 1997 | ShoWest Award    | Young Star of the Year                                               | Один чудовий день | Перемога  |
| 1997 | Молодий актор    | Best Performance in a Feature Film — Actor Age Ten або Under         | Один чудовий день | Номінація |
| 1998 | Молодий актор    | Best Performance in a Feature Film — Young Actor Age Ten або Under   | Сам удома 3       | Номінація |
| 1998 | YoungStar Awards | Best Performance by Young Actor in Comedy Film                       | Сам удома 3       | Номінація |
| 2000 | Молодий актор    | Best Performance in a Voice-Over (TV або Feature Film) — Young Actor | Тарзан            | Номінація |
| 2002 | Молодий актор    | Best Performance in TV Movie or Special — Leading Young Actor        | Проєкт «Дженні»   | Номінація |